# Deinopis rodophthalma
Deinopis rodophthalma är en spindelart som beskrevs av Cândido Firmino de Mello-Leitão 1939. 
Deinopis rodophthalma ingår i släktet Deinopis och familjen Deinopidae. Inga underarter finns listade i Catalogue of Life.